# Станционный (Акмолинская область)
Станционный (каз. Станционный) — городской посёлок в Акмолинской области Казахстана. Входит в состав городской администрации Кокшетау. Административный центр и единственный населённый пункт Станционной поселковой администрации. Есть железнодорожная станция.
Код КАТО — 111037100. В неформальной речи, посёлок называется «Кокшетау-2».

## География
Посёлок расположен северо-восточнее города Кокшетау.
Абсолютная высота — 270 метров над уровнем моря.

## История
Решением исполкома Кокчетавского областного Совета депутатов трудящихся от 25 марта 1976 года № 146-6 населенный пункт при железнодорожной станции Кокчетав-2 Кокчетавского горсовета отнесен к категории городских поселков.
Указом Президиума Верховного Совета Казахской ССР от 13 апреля 1976 года № 705-1Х городскому поселку присвоено наименование – Станционный.

## Население
| Численность населения Станционного (тыс. чел.) по годам | Численность населения Станционного (тыс. чел.) по годам | Численность населения Станционного (тыс. чел.) по годам | Численность населения Станционного (тыс. чел.) по годам | Численность населения Станционного (тыс. чел.) по годам | Численность населения Станционного (тыс. чел.) по годам | Численность населения Станционного (тыс. чел.) по годам | Численность населения Станционного (тыс. чел.) по годам | Численность населения Станционного (тыс. чел.) по годам | Численность населения Станционного (тыс. чел.) по годам | Численность населения Станционного (тыс. чел.) по годам | Численность населения Станционного (тыс. чел.) по годам |
| Год                                                     | 1979                                                    | 1989                                                    | 1991                                                    | 1999                                                    | 2009                                                    | 2010                                                    | 2011                                                    | 2012                                                    | 2013                                                    | 2014                                                    | 2015                                                    |
| ------------------------------------------------------- | ------------------------------------------------------- | ------------------------------------------------------- | ------------------------------------------------------- | ------------------------------------------------------- | ------------------------------------------------------- | ------------------------------------------------------- | ------------------------------------------------------- | ------------------------------------------------------- | ------------------------------------------------------- | ------------------------------------------------------- | ------------------------------------------------------- |
| Население чел.                                          | 1,770                                                   | ↗2,057                                                  | ↗2,300                                                  | ↘2,057                                                  | ↗2,249                                                  | ↗2,272                                                  | ↗2,311                                                  | ↗2,341                                                  | ↗2,352                                                  | ↗2,420                                                  | ↗2,450                                                  |
| Год                                                     | 2016                                                    | 2018                                                    | 2019                                                    | 2020                                                    | 2021                                                    |                                                         |                                                         |                                                         |                                                         |                                                         |                                                         |
| Население чел.                                          | ↗2,517                                                  | ↗2,561                                                  | ↗2,595                                                  | ↗2,623                                                  | ↘2,614                                                  |                                                         |                                                         |                                                         |                                                         |                                                         |                                                         |

### Половая структура
В 1999 году население посёлка составляло 2132 человека (1018 мужчин и 1114 женщин). По данным переписи 2009 года в посёлке проживало 2249 человек (1081 мужчина и 1168 женщин).
На начало 2019 года, население посёлка составило 2595 человек (1254 мужчины и 1341 женщина).

## Религиозная жизнь

### Ислам
- Филиал РИРО ДУМК  мечеть Кокшетау-2 (ул. Улы дала, 3). Имам мечети Азатхан Мырзабек. В ней могут одновременно молиться 50 человек.

### Православная церковь
- Церковь Иконы Владимирской Божьей матери (ул. Окжетпес, 1а).

## Транспорт

### Железнодорожный транспорт
В посёлке расположена железнодорожная станция Кокшетау-2 (код 687103)

### Улицы[6]
- ул. Абая Кунанбаева
- ул. Линейная → ул. Окжетпес (2017 год[7])
- ул. Мира → ул. Шамшырак (2018 год[8])
- ул. Октябрьская → ул. Умит (2018 год)
- ул. Первомайская → ул. Улы дала (2018 год)
- ул. Проектируемая → ул. Ырыс (2018 год)
- ул. Путейская → ул. Темиржол (2018 год)
- ул. Строительная → ул. Айнабулак (2018 год)
- ул. Юбилейная